# Энгельберг
Энгельберг (нем. Engelberg OW) — коммуна и курорт в Швейцарии, в кантоне Обвальден. Помимо деревни Энгельберг, в муниципалитет также входят поселения Графенорт, Оберберг и Шванд. Муниципалитет Энгельберг является эксклавом Обвальдена, окруженным кантонами Берн, Нидвальден и Ури.
Энгельберг — крупный горный курорт в Центральной Швейцарии. Ближайший крупный город — Люцерн.
Курорт окружён со всех сторон альпийскими вершинами, полюбоваться которыми можно из кабинок подъёмников.
Население составляет 4194 человека (на декабрь 2020 года). Официальный код — 1402.

## История
Энгельберг впервые упоминается как Энгильперк в 1122 году, когда там было основано аббатство, хотя альпийские пастбища Трубзее уже эксплуатировались коллективно до этого времени. Согласно легенде, Энгельберг берёт своё начало от бенедиктинского монастыря: основателю монастыря Конраду фон Селленбурену явился ангел, повелевший возвести священное место на лугу Ochsen. Когда монастырь был построен — в 1120 году — двум аббатам пришло видение: на горе недалеко от монастыря они увидели хор ангелов, поющих хвалу Господу. Отсюда пошло название «Энгельберг» — Гора Ангелов — давшее имя городу. Легенда нашла своё отражение на гербе города. Кроме того, стилизованные фигуры ангелов, раскрашенные всевозможным образом, можно увидеть здесь повсюду. Бенедиктинское аббатство действует и поныне.
В августе 1815 года кантон Нидвальден не спешил принимать Федеральный договор, в то время как Энгельберг заявил о его поддержке. Нидвальден окончательно принял новый договор 18 августа 1815 года после того, как федеральные войска вошли в кантон. В результате Энгельберг был переведен в кантон Обвальден.
С 1850 года Энгельберг стал международным курортом для отдыха (минеральная вода, молочная сыворотка и лечение свежим воздухом). Многие отели были построены семьями Каттани, Хесса и Одерматта, пионерами туризма. С 1872 по 1874 год была построена новая, более широкая дорога, а в 1898 году была открыта железная дорога Штансштад-Энгельберг. Пешие подъёмы и другие горные виды спорта развились в конце 19 века, и Энгельберг впервые провел зимний сезон в 1903—1904 годах. Фуникулерная железная дорога (открыта в 1913 году) соединяет Энгельберг с Гершни, а оттуда вторая канатная дорога в Швейцарии (открытая в 1927 году) проходит дальше до Обер-Трубзее. Десятилетие, предшествовавшее Первой мировой войне, было периодом бума (165 922 ночи посетителей в 1911 году). Расширение дороги и расширение железной дороги до Люцерна (в 1964 году) значительно расширили зону туристического охвата станции, а в 1967 году был открыт верхний участок канатной дороги Титлис. В последнее время регулярные конференции в Энгельберге стали дополнением к зимнему туризму. В 2000 году третичный сектор, особенно туризм, обеспечивал ¾ занятости в Энгельберге.

## Спорт
5-6 марта 1938 года в Энгельберге прошёл 8-й чемпионат мира по горнолыжному спорту.

## География
Энгельберг расположен в пределах горного хребта Урийские Альпы.
Энгельберг окружен крупными горными вершинами, такими как Титлис на юге (3 238 м над уровнем моря), Ригидальсток (2 572 м) и Ручшток (2 813 м) на севере, Ханен (2 606 м) и Виссберг (2 627 м) на востоке, Энгельбергер Ротшток (2 819 м) и Виссигсток (2887 м) на северо-востоке, и верхняя долина Энгельбергер Аа, ведущая к перевалу Суренен (2291 м) и к Ройсу.
Площадь Энгельберга (по данным исследования 2009 года) составляет 74,87 км². Из этой площади около 27,1 % используется в сельскохозяйственных целях, в то время как 25,8 % покрыто лесами. Из остальной части земли 3,7 % заселено (здания или дороги), а 43,5 % — непродуктивные земли. В исследовании 2018 года в общей сложности 146 га или около 1,9 % от общей площади были покрыты зданиями, что на 35 га больше, чем в 1981 году. За тот же период времени площадь рекреационных площадей в муниципалитете увеличилась на 34 га и в настоящее время составляет около 0,61 % от общей площади. Из сельскохозяйственных угодий 685 га составляют поля и луга, а 1424 га — альпийские пастбища. С 1981 года площадь сельскохозяйственных угодий сократилась на 156 га. За тот же период времени площадь лесных угодий увеличилась на 103 га. Реки и озера занимают 78 га в муниципалитете. Средняя высота Энгельберга составляет 1020 м. Однако деревня окружена Альпами, что создает очень крутой рельеф. Самой высокой точкой в границах муниципалитета является Титлис. Долина Энгельберг (нем. Engelbergertal) дренируется рекой Энгельбергер Аа, притоком озера Люцерн. Долина расположена к югу от озера.

## Демография
Население Энгельберга (по состоянию на декабрь 2020 года) составляет 4194 человека. По состоянию на 2016 год 26,2 % населения составляют постоянно проживающие иностранные граждане. В 2015 году в Германии родилось небольшое меньшинство (259 человек, или 6,3 % населения). За последние 6 лет (2010—2016) численность населения изменилась на 5,92 %. Рождаемость в муниципалитете в 2016 году составила 8,3 %, а смертность — 5,8 % на тысячу жителей. По состоянию на 2016 год дети и подростки (0-19 лет) составляют 17,7 % населения, в то время как взрослые (20-64 года) составляют 61,4 % населения, а пожилые люди (старше 64 лет) составляют 20,9 %.
Большая часть населения (по состоянию на 2000 год) говорит на немецком языке как на родном (88,2 %), при этом сербохорватский является вторым по распространенности (2,5 %), а английский — третьим (2,2 %). По состоянию на 2000 год гендерное распределение населения составляло 49,9 % мужчин и 50,1 % женщин.

## Образование
В Энгельберге около 65,5 % населения (в возрасте от 25 до 64 лет) получили либо необязательное среднее образование, либо дополнительное высшее образование (университет или университет прикладных наук.

## Упоминания
Энгельберг упоминается в XXIV главе романа Генри Джеймса 1875 года «Родерик Хадсон».

## Известные люди
- Доминика Гизин — родилась
- Лена Хекки — родилась
- Джузеппе Пьяцци — умер

## Фотогалерея

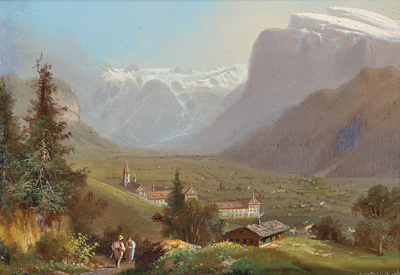
Энгельберг
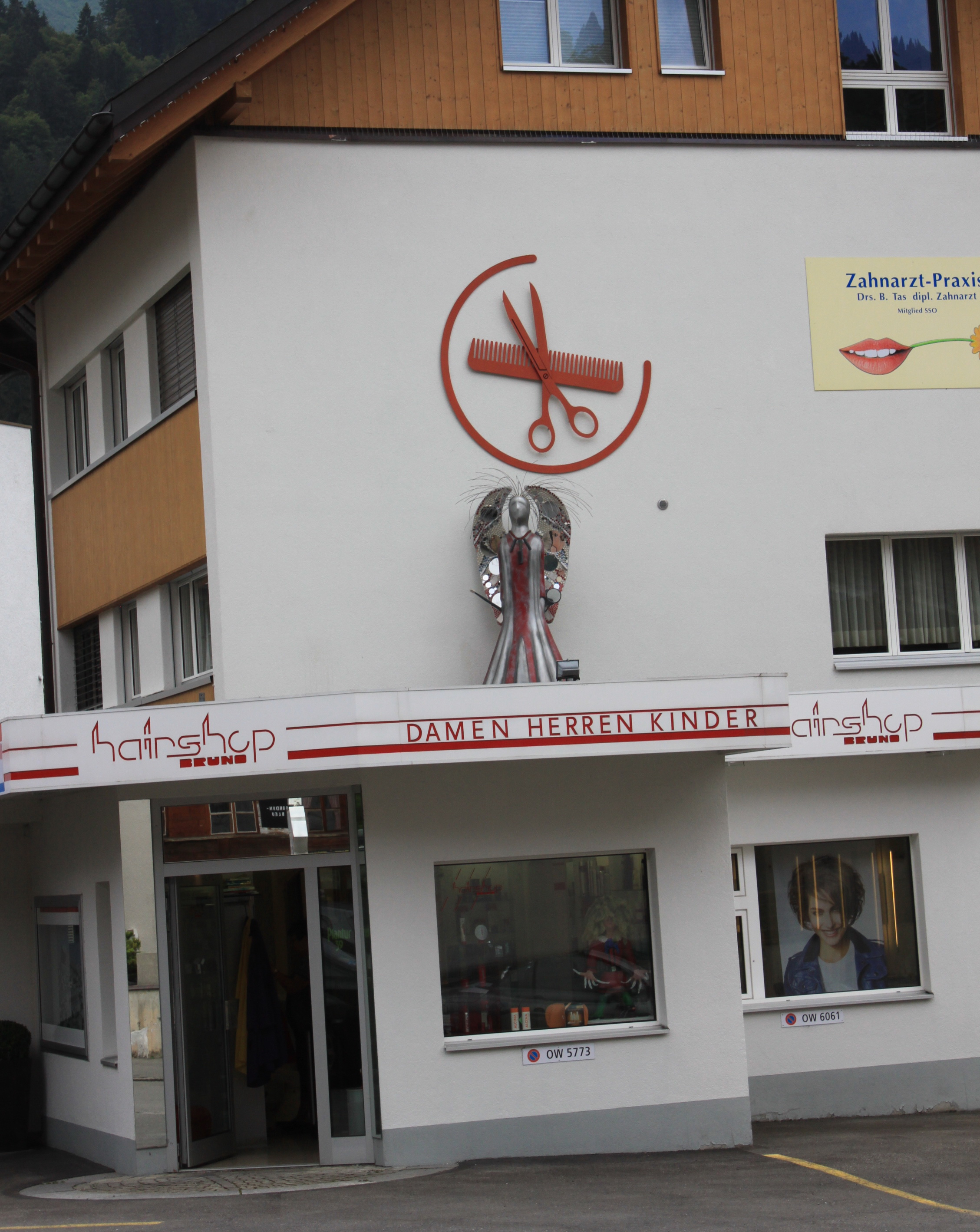
Ангел Энгельберга
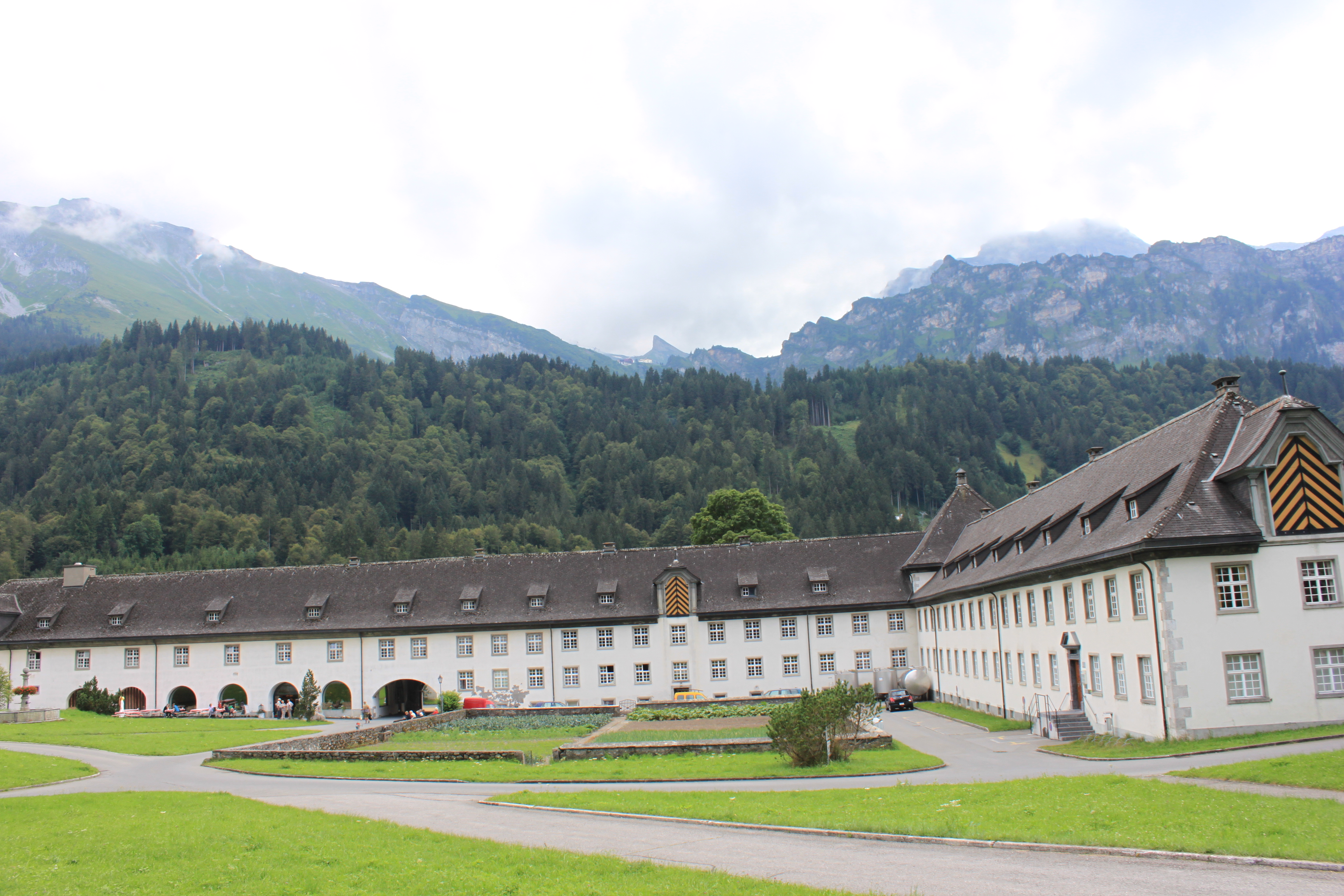
Бенедиктинское аббатство